# المكتب السياسي للحزب الشيوعي في الاتحاد السوفيتي
المكتب السياسي ((بالروسية: Политбюро)‏: المكتب السياسي للجنة المركزية للحزب الشيوعي للاتحاد السوفياتي، اختصار Политбюро ЦК СПСС، Politbyuro TsK KPSS) كان أعلى سلطة في صنع السياسة داخل الحزب الشيوعي للاتحاد السوفيتي. تأسس في أكتوبر 1917، وتم تجديده في مارس 1919، في المؤتمر الثامن للحزب البلشفي. كان يعرف باسم بريسيديوم من 1952 إلى 1966. انتهى وجود المكتب السياسي في عام 1991 بانهيار الاتحاد السوفيتي.

## التاريخ

### خلفية
في 18 أغسطس 1917، أنشأ الزعيم البلشفي الأعلى، فلاديمير لينين، مكتبًا سياسيًا - يُعرف أولاً بتكوين ضيق، وبعد 23 أكتوبر 1917، كمكتب سياسي - خصيصًا لتوجيه ثورة أكتوبر، مع سبعة أعضاء فقط (لينين) وتروتسكي وزينوفايف وكامينيف وستالين وSokolnikov وBubnov)؛ واصلت اللجنة المركزية مهامها السياسية. ومع ذلك، لأسباب عملية، حضر عادة أقل من نصف الأعضاء اجتماعات اللجنة المركزية العادية خلال هذا الوقت، على الرغم من أنهم قرروا جميع المسائل الأساسية مجتمعيين.
صاغ المؤتمر الثامن للمؤتمر الثامن للحزب عام 1919 هذه الحقيقة وأعاد تأسيس ما سيصبح فيما بعد المركز الحقيقي للقوة السياسية في الاتحاد السوفيتي. وأمرت واللجنة المركزية بتعيين خمسة أعضاء في المكتب السياسي لاتخاذ قرار بشأن المسائل الملحة جدا لفي مداولات اللجنة المركزية. الأعضاء الأصليون للمكتب السياسي هم لينين وليون تروتسكي وجوزيف ستالين وليف كامينيف ونيكولاي كريستينسكي.

#### سنوات ستالين: 1934-1953

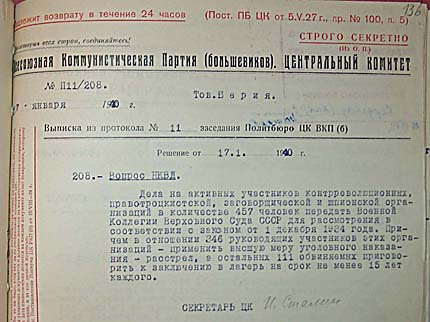
مقتطف من بروتوكول اجتماع المكتب السياسي في 17 يناير 1940 مع الإشارة إلى قرار محاكمة 457 شخصًا وإعدام 346 منهم مع إرسال الباقي (111) إلى المعتقلات

تم انتخاب المكتب السياسي السابع عشر في الجلسة العامة الأولى للجنة المركزية السابعة عشرة، في أعقاب المؤتمر السابع عشر.  ظاهريًا، ظل المكتب السياسي موحدًا، لكن في 4 فبراير رفض جريجوري أوردزونيكيدزي، مفوض الشعب للصناعات الثقيلة، الاعتراف بأهداف النمو الاقتصادي المتوقعة لستالين، مدعيا أن الغالبية في المكتب السياسي دعموا موقفه.  عارض سيرجي كيروف، الذي رفض عرضًا لشغل منصب ستالين كأمين عام قبل المؤتمر السابع عشر، العديد من سياسات ستالين القمعية، وحاول طوال عام 1934 تعديلها.  رأى العديد من العلماء صراحة أوردجونيكيدز وكيروف صعودًا لفصيل ستاليني معتدل مع الحزب.  في 1 ديسمبر 1934، قُتل كيروف بالرصاص - سواء كان ضحية رجل مجنون أو قتل بناءً على أوامر ستالين، فلا يزال مجهولًا.  لم يمض وقت طويل، في 21 يناير 1935، توفي فاليريان كوبيشيف لأسباب طبيعية، وبعد شهر، تم انتخاب أنستاس ميكويان وفلاس تشوبار عضوين كاملين في المكتب السياسي.  أندريه جدانوف، السكرتير الأول للجنة مدينة لينينغراد وعضو الأمانة العامة، وانتخاب روبرت إيخ، والسكرتير الأول للسيبيريا وغرب سيبيريا اللجنة اللوائية وأعضاء المكتب السياسي المرشح. 

#### غورباتشوف: 1985-1991
اجتماع المكتب السياسي في العاشر من يونيو 1989- ملاحظات غورباتشوف التحضيرية لجورج شاخنازاروف
تولى جورباتشوف المسؤولية في عام 1985، لكن انتهى دوره بعد 6 سنوات فقط.